# .222 Remington Magnum
La .222 Remington Magnum è una cartuccia da carabina basata sull'impianto/bossolo della .222 Remington, ma nella nuova cartuccia però, si ricercava una maggiore potenza, quindi lunghezza e capacità vennero incrementati, compatibilmente con le dimensioni delle carabine ad azione corta come la Remington 722, nate per la capostipite di Walker nel 1950.

## Descrizione
Originariamente sviluppato per un prototipo militare americano dell'Armalite AR-15 nel 1958, la cartuccia non fu adottata dai militari, ma fu introdotta per la vendita commerciale per essere dotata ai fucili sportivi.
Con il nuovo bossolo maggiorato, la capacità media salì con quasi tutti i propellenti idonei, intorno ai 28 grani, la palla da 50 grs lanciata dalla nuova cartuccia raggiungeva ora circa la soglia dei 1080 m/s/3550 fps.
Il vantaggio era di oltre 100 m/s rispetto alla cartuccia originaria 222 Remington e circa 60 m/s in più rispetto alla 223 Remington, non ancora nata ufficialmente ma già attiva in uno sviluppo parallelo da parte dell'U.S. Army.
La 222 Remington Magnum è una cartuccia eccellente ed equilibrata, molto precisa, tanto da essere stata per anni una delle munizioni preferite dai pionieri del Bench Rest.
Sui banchi da tiro la sua sostituzione venne causata a metà anni '70 ad opera della cartuccia 6x47 prima e del 6 PPC poco dopo, entrambe più stabili e ugualmente precisissime.
In ambito venatorio, la diffusione del 22-250 e la variegata possibilità di usare palle pesanti oltre 4 grammi del 223 Remington ne causarono l'oblio.
La 222 Remington Magnum, cadde nel dimenticatoio, le marche prestigiose europee che l'avevano camerata nelle loro carabine, ben presto la eliminarono dalle produzioni in favore dell'americano 22-250 e dell'europeo 5,6x50 Magnum.